# Skydome (Amsterdam)
Skydome is een torenflat op het KNSM-eiland in het Oostelijk Havengebied in Amsterdam-Oost. De 63 meter hoge woontoren uit 1996 is een ontwerp van Wiel Arets.

## Ligging
Het gebouw draagt het adres KNSM-laan 327-525. Het staat op een rechthoekig perceel tussen de Surinamekade en de KNSM-laan, ongeveer halverwege het KNSM-eiland. Zowel aan de west- als aan de oostzijde van het perceel liggen twee korte zijstraatjes van de KNSM-laan, die geen eigen naam hebben. Westelijk van Skydome liggen twee historische havengebouwen: de langgerekte Loods 6, met daarin onder andere de goed gewaard gebleven Kompaszaal uit 1956, en het vrij onopvallende Douanegebouw, dat oorspronkelijk met luchtbruggen verbonden was met Loods 6. Aan de andere kant van Skydome liggen vier (eigenlijk drie en een half) U-vormige woongebouwen van de architecten Frank en Paul Wintermans uit 1993. Aan de overkant van de KNSM-laan ligt het grote woonblok Piraeus van Hans Kollhoff en Christian Rapp uit 1994, dat gezien wordt als een van de meest invloedrijke gebouwen in Nederland uit de jaren 1990. Aan de noordzijde van Skydome hebben bewoners vrij uitzicht over het IJ.

## Geschiedenis

### Havengebied
Het KNSM-eiland is, samen met het Java-eiland, eind negentiende eeuw aangelegd als uitbreiding van de Haven van Amsterdam. In 1903 vestigde de Koninklijke Nederlandsche Stoomboot-Maatschappij (KNSM) zich in het oostelijk deel van het toen zogeheten IJ-eiland. De eerste havenloodsen werden gebouwd aan de Levantkade, ter plaatse van de gebouwen Piraeus (loods 1), Barcelona (loods 2) en Emerald Empire (loods 3). De loodsen 4, 5 en 6 lagen aan de Surinamekade en zijn waarschijnlijk kort na 1910 gebouwd. Loods 5 lag ten oosten van het Douanegebouw, ter plaatse van Skydome en het naastgelegen woongebouw Diogenes. Het is niet bekend welke goederen er in deze loodsen waren opgeslagen; wel is er sprake van een fruitloods. De meeste schepen die aanmeerden aan de Surinamekade hadden Paramaribo, Willemstad of andere havens in Zuid- of Midden-Amerika tot bestemming.
In de Tweede Wereldoorlog werden alle havenkranen door de Duitsers opgeblazen en raakten ook meerdere loodsen beschadigd. Tegen het einde van de oorlog werd in een aantal loodsen aan de Levantkade en Surinamekade het Interneringskamp Levantkade gevestigd, aanvankelijk bedoeld voor Nederlandse mannen die door de Duitsers waren opgepakt voor de Arbeitseinsatz. Na de bevrijding werden hier 'foute' Nederlanders geïnterneerd, NSB'ers en anderen die van oorlogsmisdaden en collaboratie werden beschuldigd. De omstandigheden in het kamp waren erbarmelijk. In juli 1946 werd het kamp ontruimd, waarna het herstel van de kades en loodsen een aanvang kon nemen.
Na de oorlog volgde tot circa 1965 een periode van hernieuwde bloei voor de haven. De KNSM telde in 1960 circa 6000 medewerkers. Aan het einde van dat decennium begon de achteruitgang. Het Oostelijk Havengebied bleek niet geschikt voor de moderne containervaart, waardoor de havenactiviteiten zich geleidelijk verplaatsten naar het Westelijk Havengebied. In 1979 verliet de KNSM 'haar' eiland in het Oostelijk Havengebied. Krakers en kunstenaars namen omstreeks 1980 bezit van een aantal panden op het KNSM-eiland, onder andere Loods 6 en het Douanegebouw. Zolang niet duidelijk was wat er met het eiland moest gebeuren werd dit gedoogd. Het Havenbedrijf, dat als beheerder optrad, verhuurde de loodsen als opslagruimten met kortlopende contracten. In de tweede helft van de jaren tachtig vestigden zich stadsnomaden op het eiland, waarna een periode van verloedering aanbrak. Eind 1989 werd het nomadendorp ontruimd. Kort daarna werden de meeste havenloodsen en kranen gesloopt. Van de havenkranen bleef er één gespaard, Kraan 2868 op de Surinamekade achter Loods 6.

### Herontwikkeling
Al vanaf het einde van de jaren zeventig bestonden er plannen om het Oostelijk Havengebied te ontwikkelen als woonwijk. De plannen werden diverse malen aangepast, waarbij de krakers zich inzetten om althans een deel van de oude havengebouwen te vrijwaren van de sloop. In 1988 werd architect-stedenbouwkundige Jo Coenen gevraagd een masterplan voor het KNSM-eiland te maken. In de visie van Coenen paste een brede, boulevard-achtige hoofdstraat, de KNSM-laan, met aan de zuidzijde een bebouwing van forse, gesloten woonblokken met binnenhoven, zogenaamde 'superblokken', en aan de noordzijde een slanke woontoren en een rijtje U-vormige bouwblokken. Tussen de nieuwbouw bleven aan de noordzijde twee havengebouwen gespaard: Loods 6 en het Douanegebouw. Eerstgenoemd gebouw werd later een gemeentelijk monument.
De opdracht voor het "verticale accent" in het masterplan van Coenen ging in 1990 naar de gerenommeerde architect Wiel Arets. Coenen werkte op dat moment al samen met zijn plaatsgenoot Arets in het plan Céramique in Maastricht, waarvoor Coenen eveneens het masterplan had gemaakt en Arets het kantoorgebouw Indigo ontwierp. Zowel in Maastricht als in Amsterdam werd Arets geassisteerd door Jo Janssen, die later een eigen bureau begon. Beide architecten gelden als vertegenwoordigers van het minimalisme in de Nederlandse architectuur. Diezelfde combinatie Arets-Janssen, echter zonder Coenen, werkte rond diezelfde tijd (1993-2001) aan het project De Hoge Heren, twee woontorens in Rotterdam. Hoewel aanzienlijk hoger (102 m), tonen deze torens veel verwantschap met Skydome.
Na mislukte pogingen om een deel van de woningen als gesubsidieerde koopwoningen te realiseren, werd ervoor gekozen alle honderd appartementen in de woontoren te bestemmen voor de vrije sector. Bij de verkoop gold als vuistregel dat de prijs per verdieping met 3.000 gulden steeg. De bouw van Skydome begon in 1994. In 1996 was het gebouw voltooid. De torenflat behoorde ten tijde van de oplevering tot de hoogste woongebouwen in Amsterdam. In de volksmond werd het al snel de "zwarte weduwe" genoemd. De architectuurcriticus Hans Ibelings stelde in 2003 vast dat de toren in minder dan tien jaar al behoorlijk aan effect had ingeboet "omdat het zwart op sommige betonnen gevelpanelen harder is verkleurd dan op andere, wat de krachtige monolithische suggestie grotendeels teniet heeft gedaan". Verder vond hij het jammer dat de parkeergarage slechts ten dele ondergronds was aangelegd en daarom op straatniveau het beeld sterk bepaalde.

## Architectuur
Architect Wiel Arets ontwierp een 63 meter hoge woontoren, die vrij monolithisch oogt, maar een complexe plattegrond heeft. Het betreft in feite vier tegen elkaar aan geschoven verticale volumes, elk bestaande uit 22 bouwlagen. Diepe insnijdingen in de west-, zuid- en oostgevel scheiden de volumes. Aan de noordzijde ontbreken de insnijdingen; deze gevel wordt verticaal geleed door een knik in het midden. Horizontale vensterstroken bieden tegenwicht aan de verticaliteit. De gevelbekleding bestaat uit betonplaten van 2 × 2 meter, die in rubber gegoten zijn en daardoor een ruw oppervlak hebben. Dat laatste, gecombineerd met de antracietkleur, wekt de indruk van natuursteen, of zelfs steenkool. De hoofdingang is aan de KNSM-laan. Op de begane grond bevinden zich onder andere de entreehal en de zeer ruime lobby. De eerste verdieping is geheel blind en bevat slechts bergingen. De verdiepingen daarboven bevatten elk vijf appartementen.

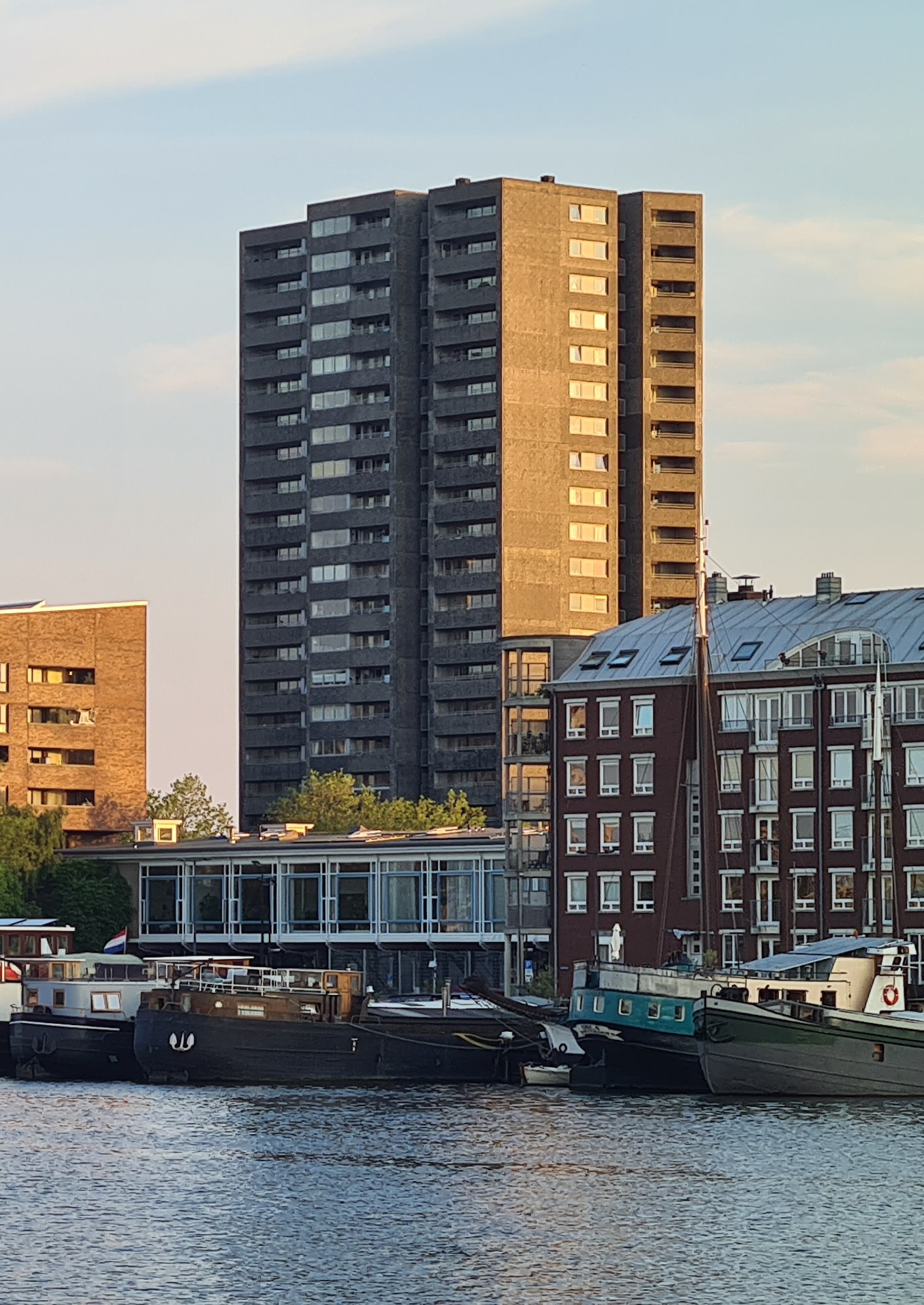
Vanaf Sporenburg
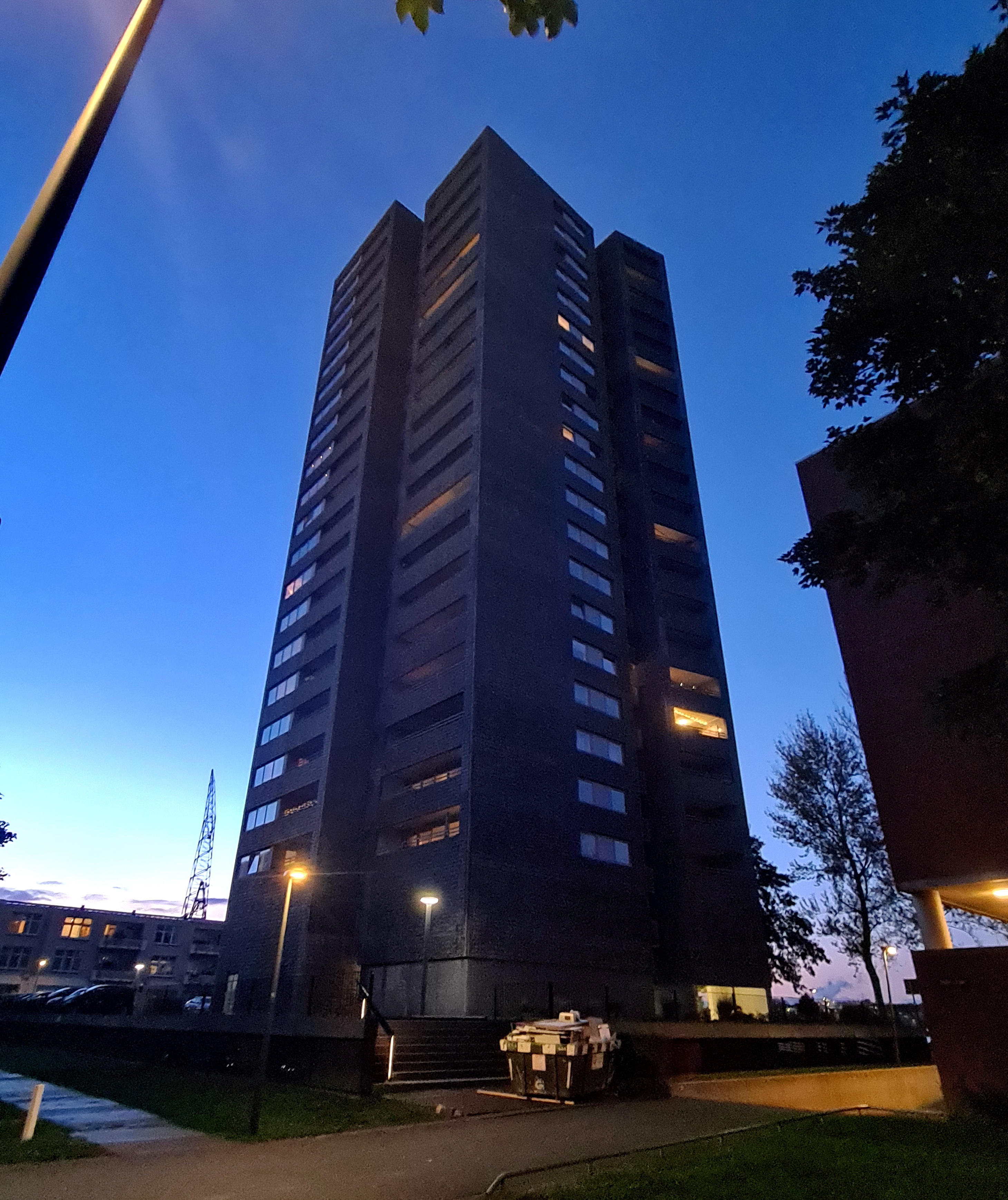
Vanaf de KNSM-laan
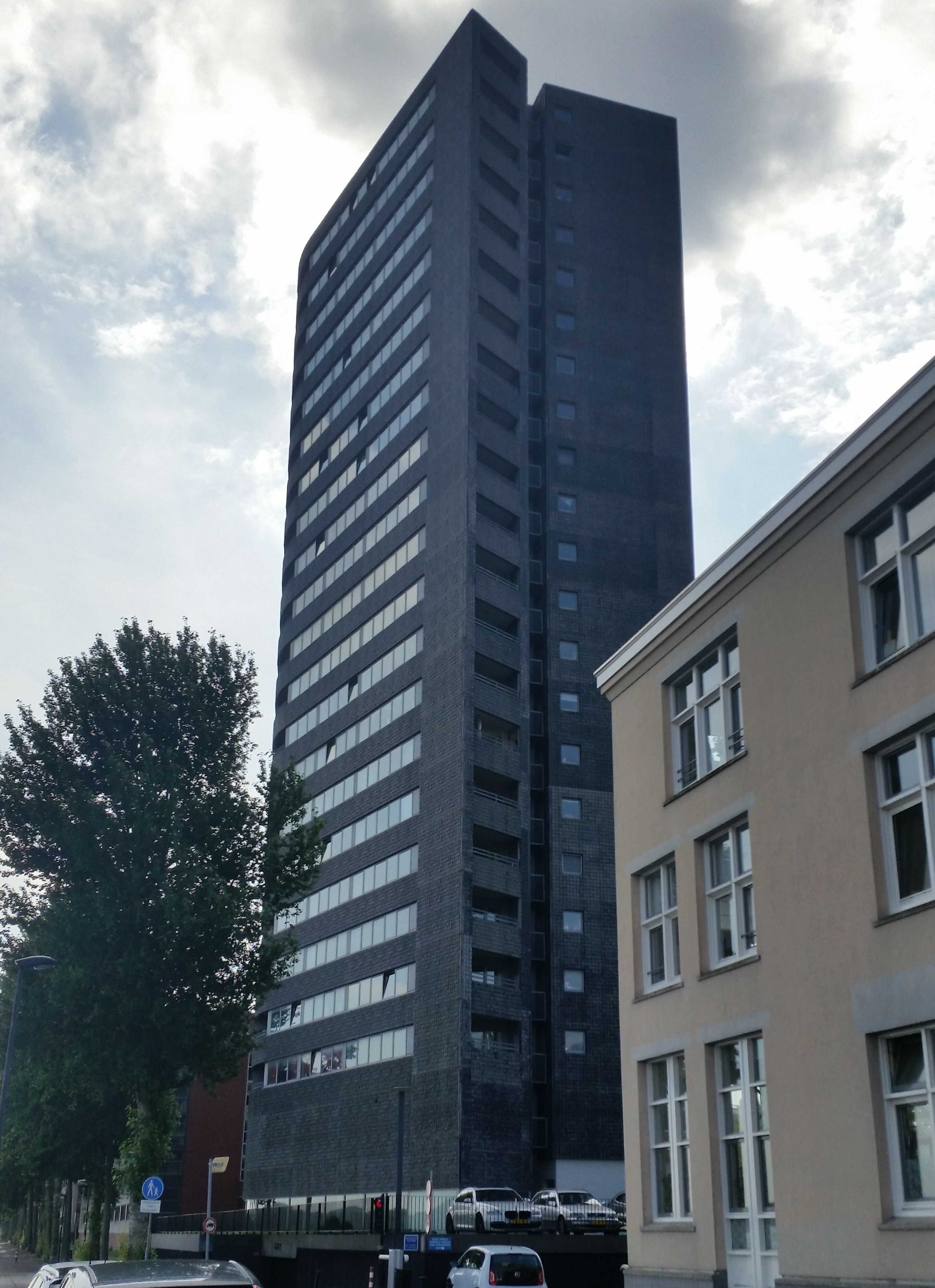
Vanaf de Surinamekade (west)
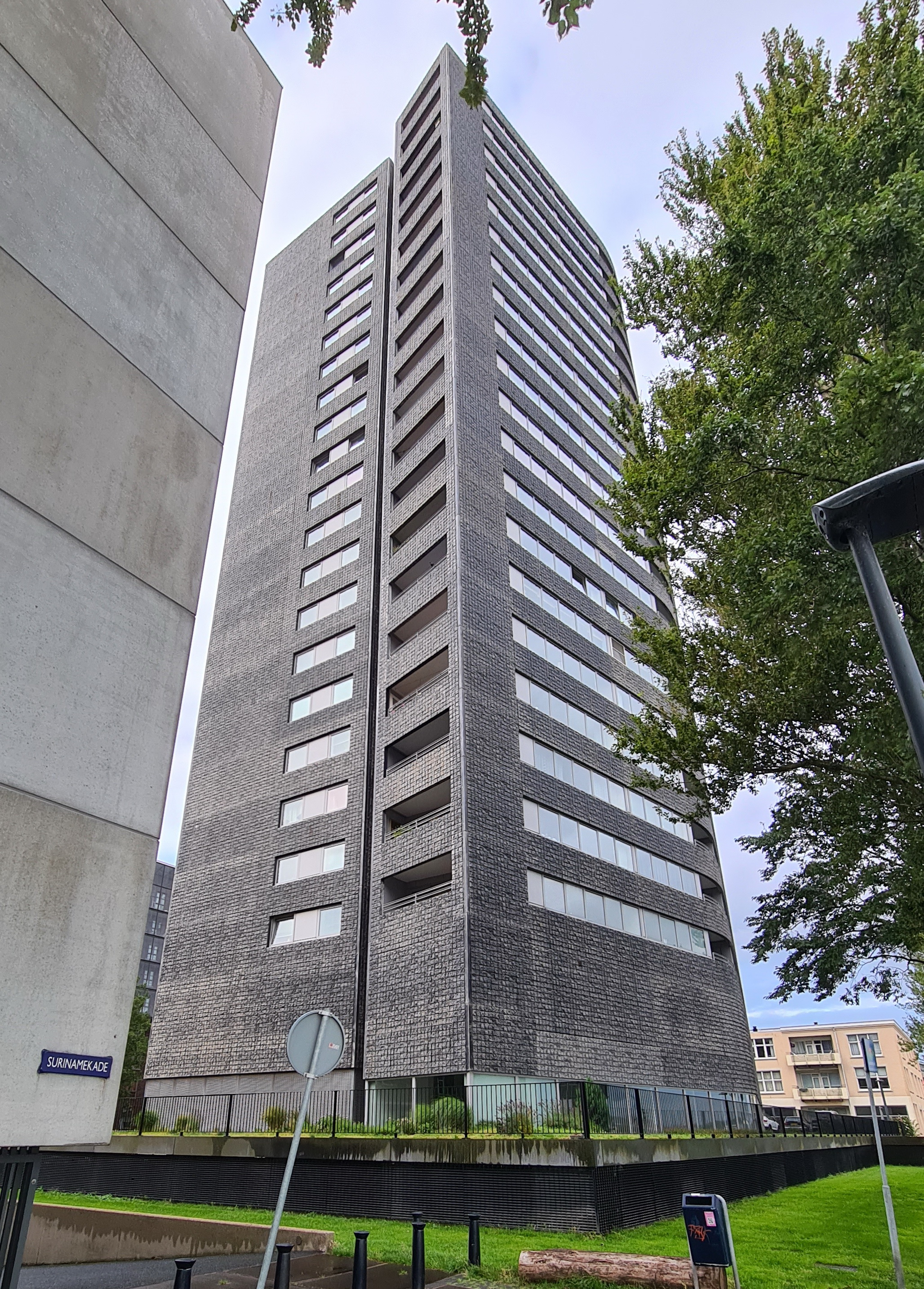
Vanaf de Surinamekade (oost)

Ook in de detaillering blijft het gebouw trouw aan het minimalistische idioom. Bijzonder zijn de kubusvormige balkons van staaldraad, die diep in de verticale insnijdingen van de toren zijn geschoven. In het interieur is bewust afgezien van kleur. De vloer in de lobby is van natuursteen. Hier staan enkele door kunstenaars ontworpen zitmeubels.

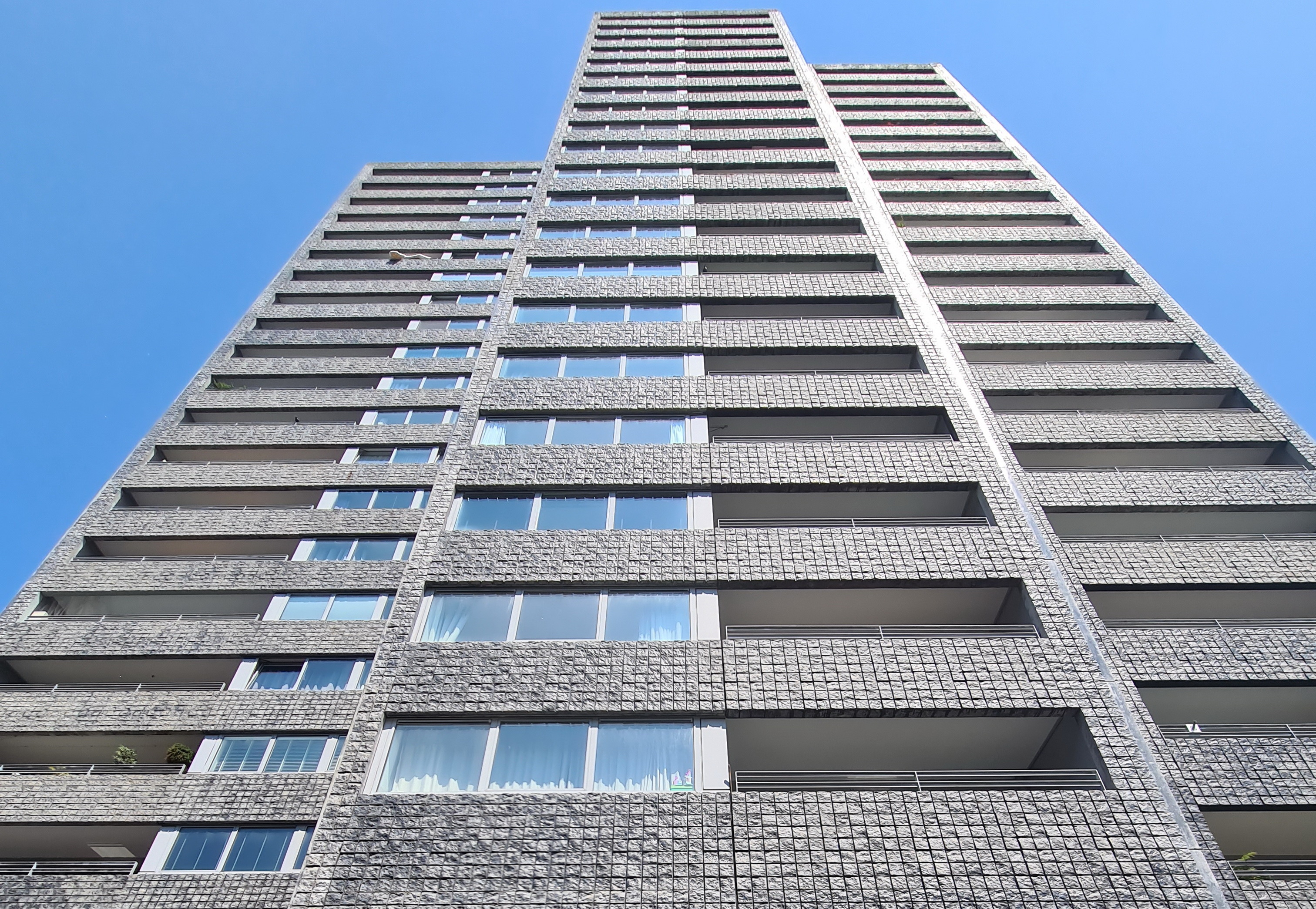
Detail zuidgevel
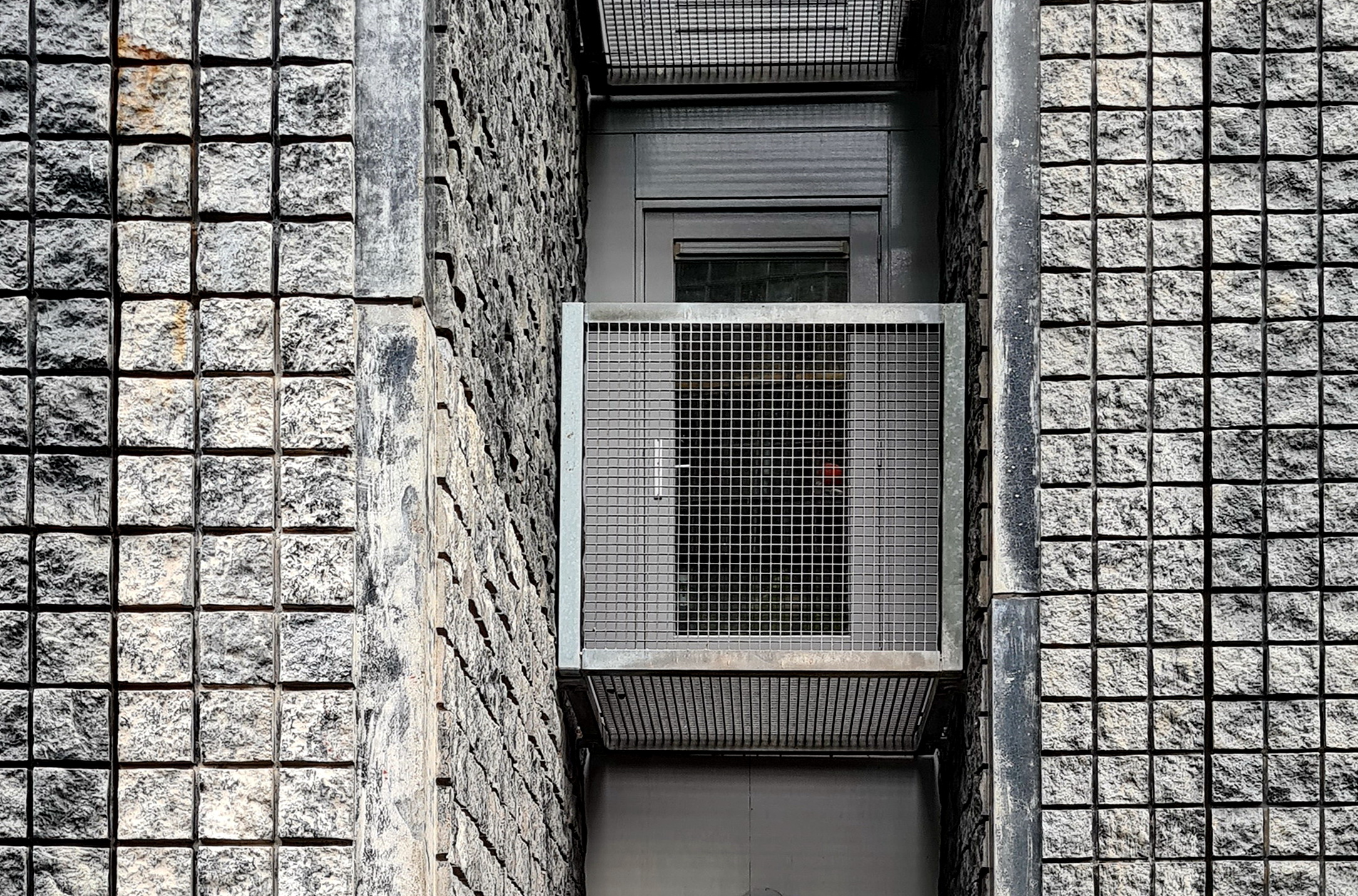
Detail oostgevel
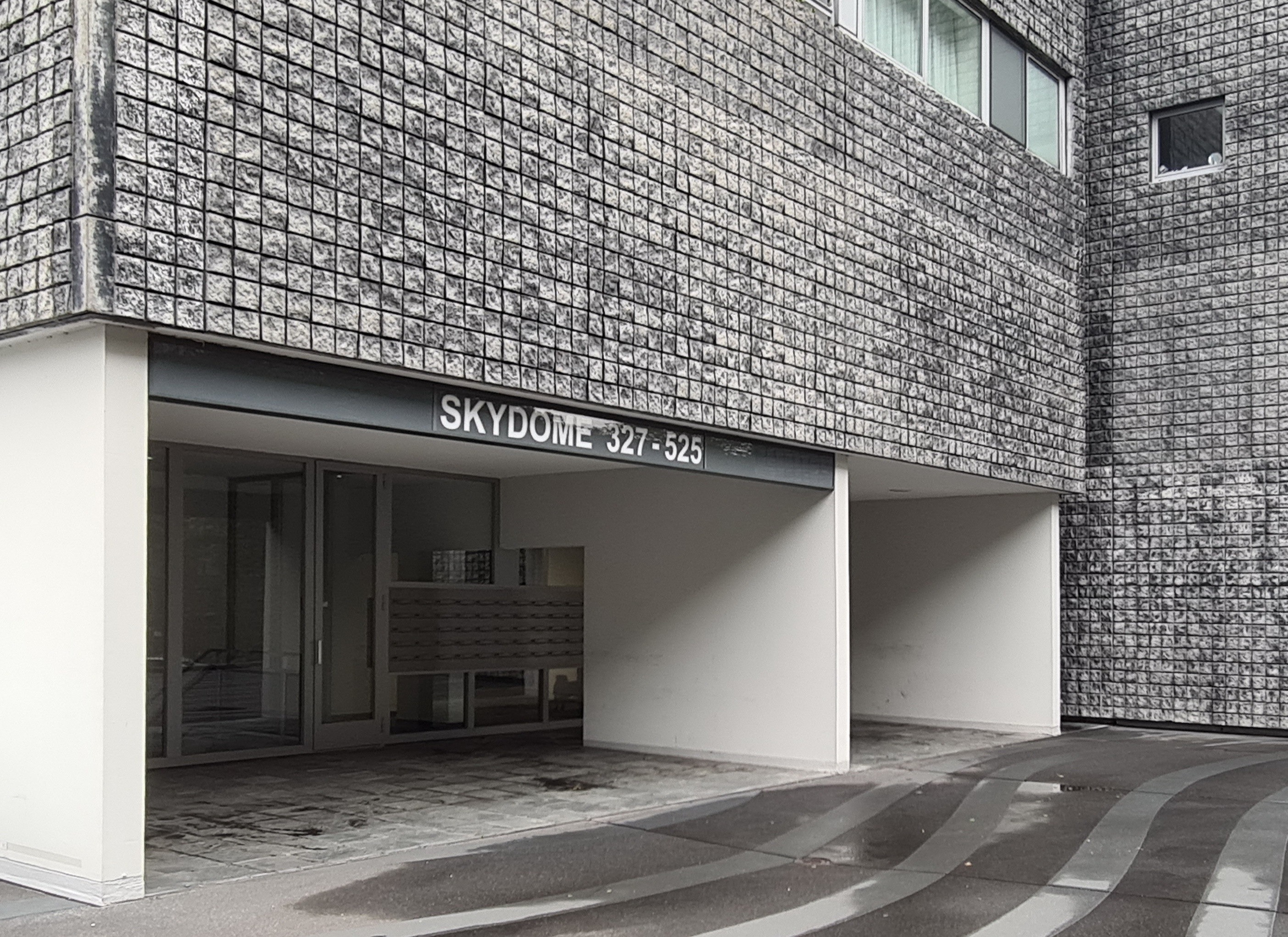
Entree
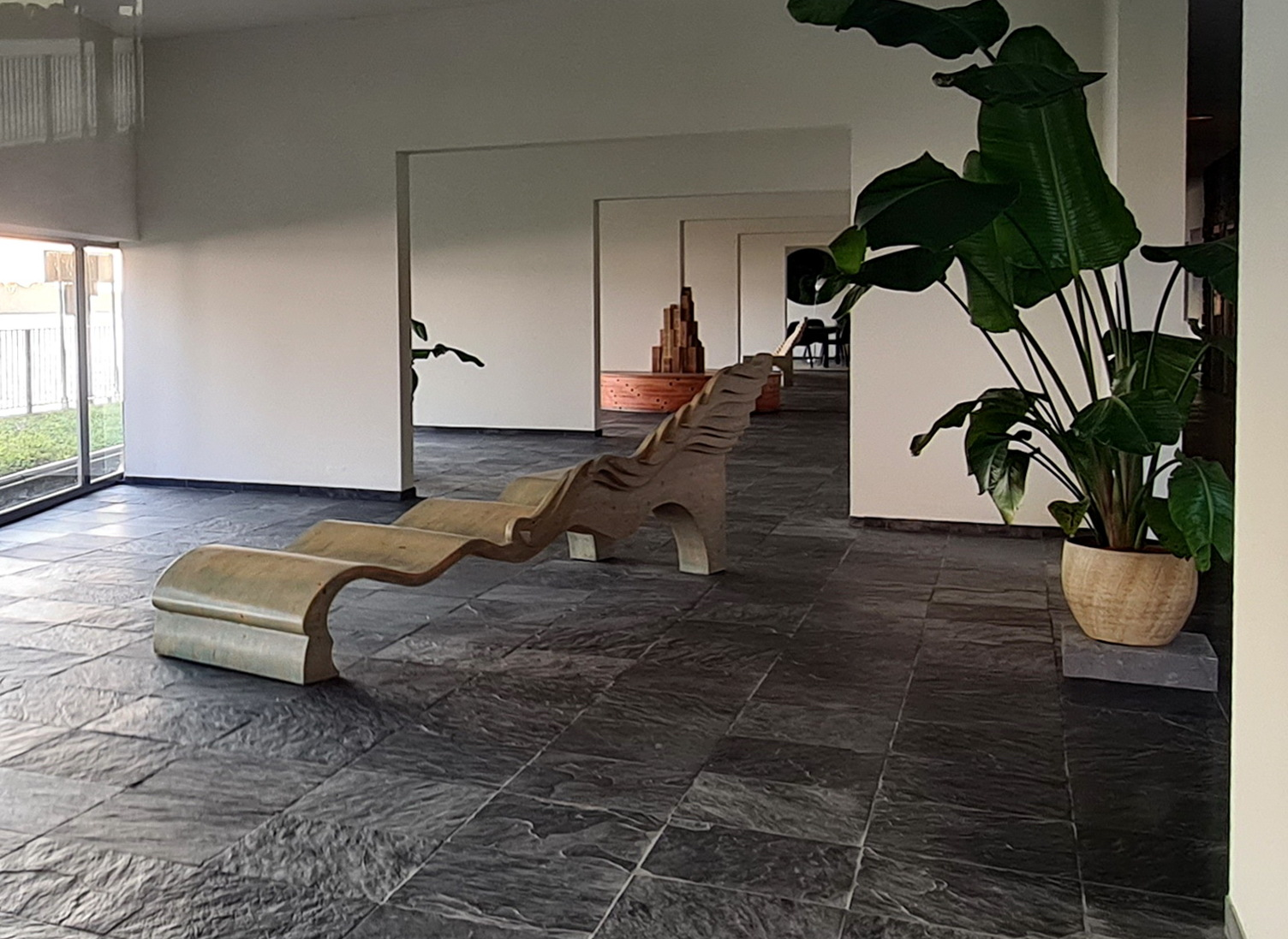
Lobby

Het gebouw beschikt over een eigen parkeergarage, die half verdiept is aangelegd. Het dak van de garage is deels ingericht als parkeerdek, deels als daktuin. Het wegdek vertoont een golvend patroon. Hier bevindt zich ook het entreegedeelte, bereikbaar via twee trappartijen aan de KNSM-laan. Architectonisch fungeert de opgetilde parkeergarage als een plint voor het gebouw, dat daardoor vanaf de straat gezien nog rijziger lijkt.

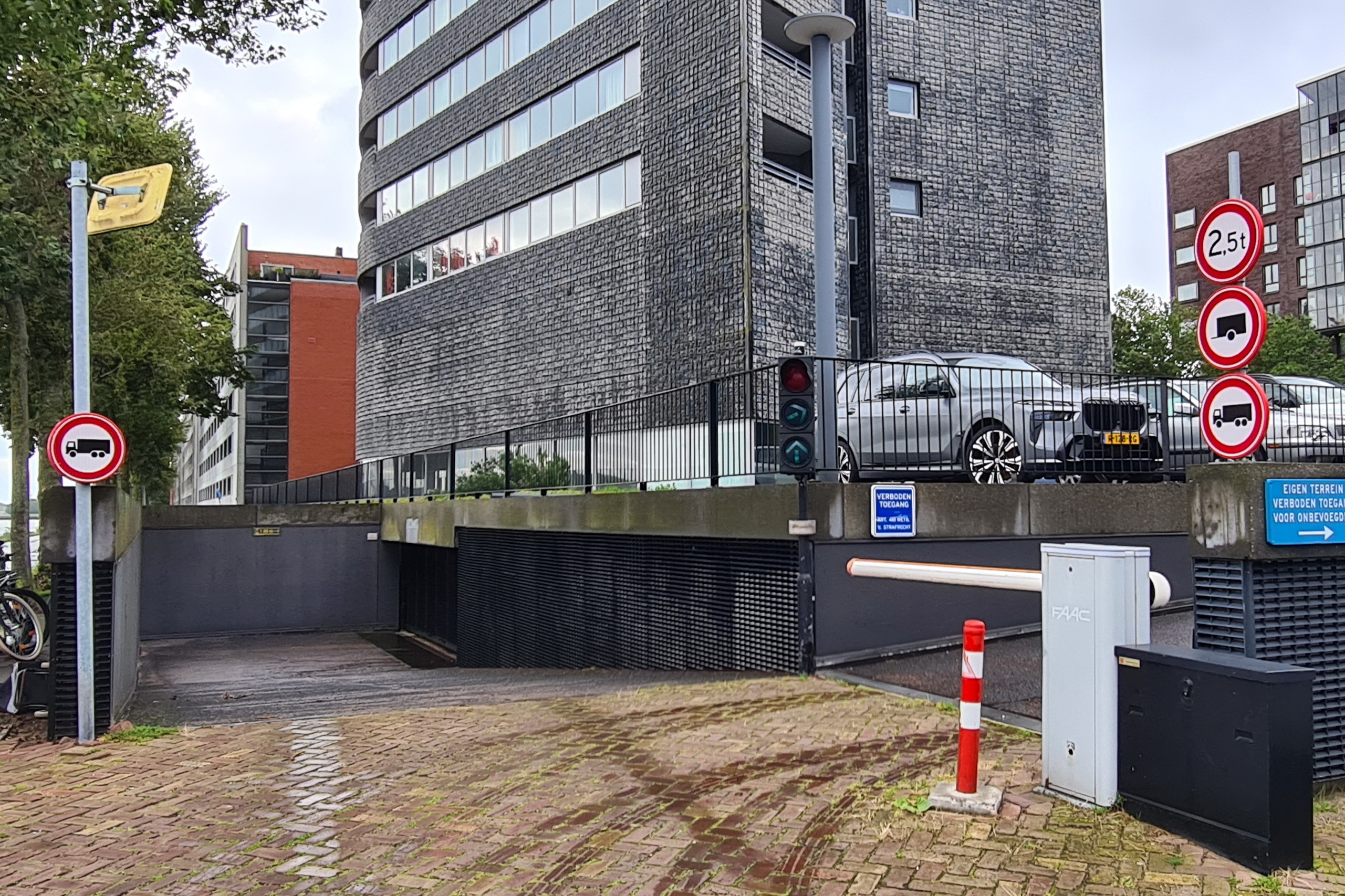
Ingang parkeergarage en -dek
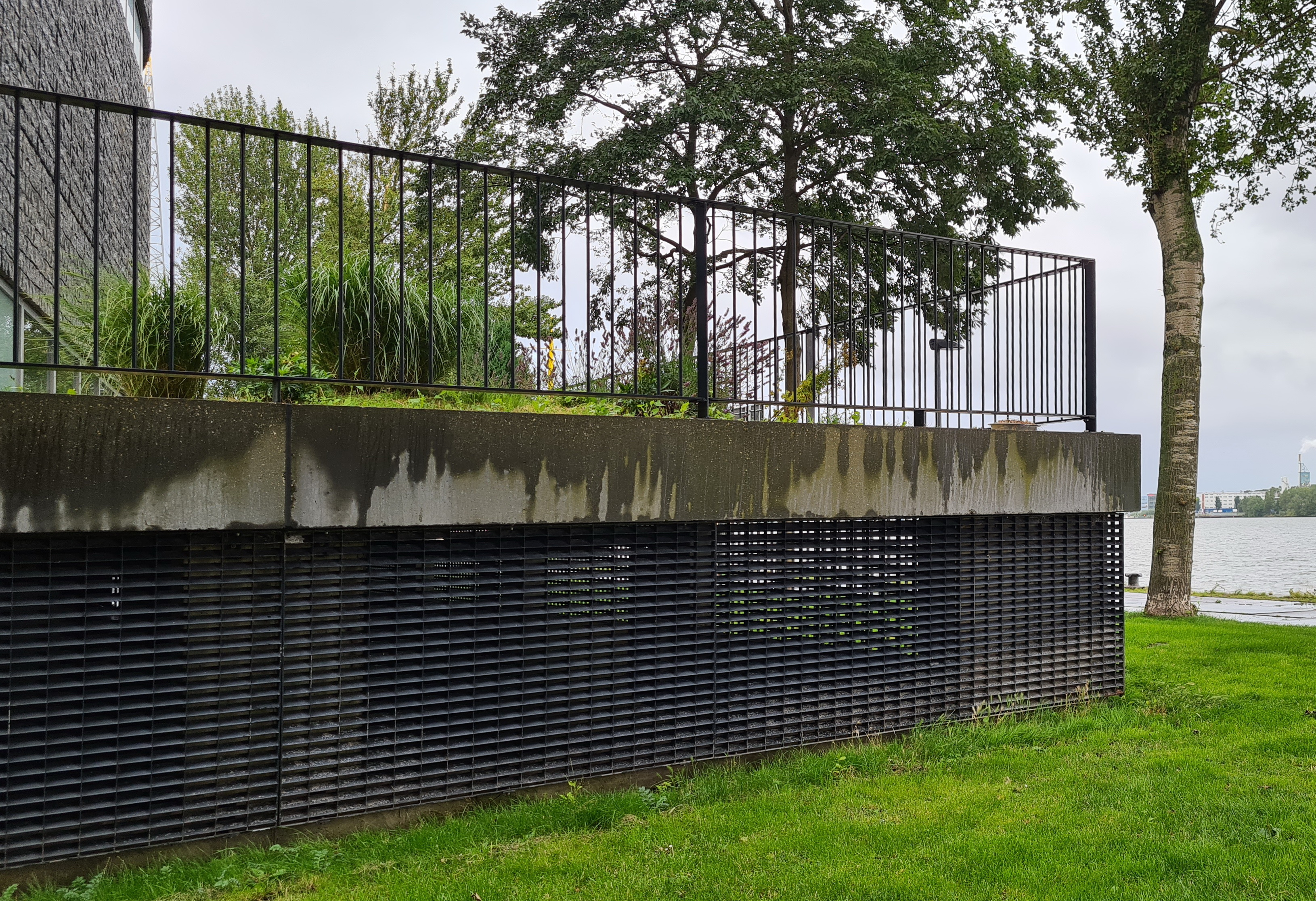
Half verdiepte parkeergarage
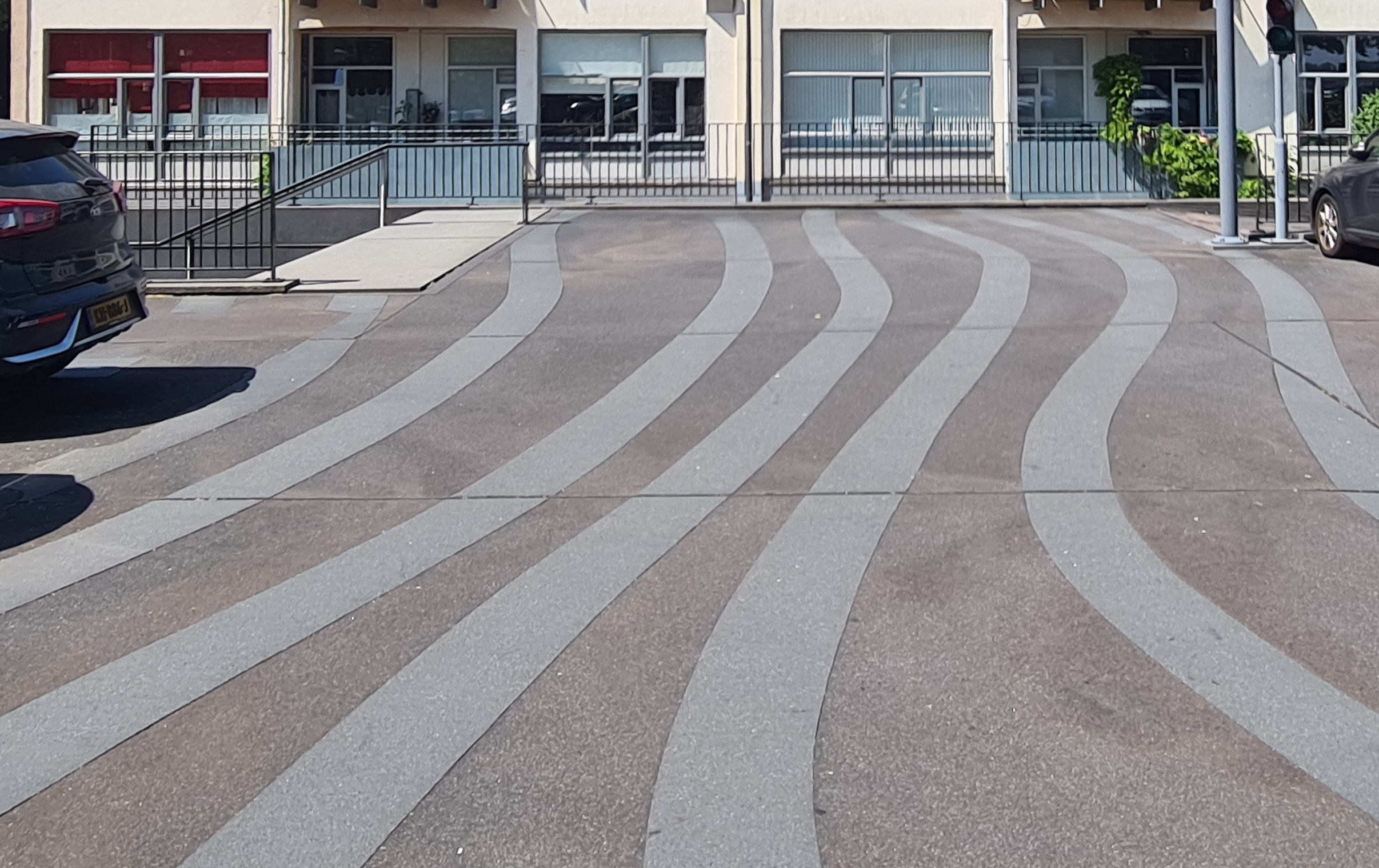
Parkeerdek
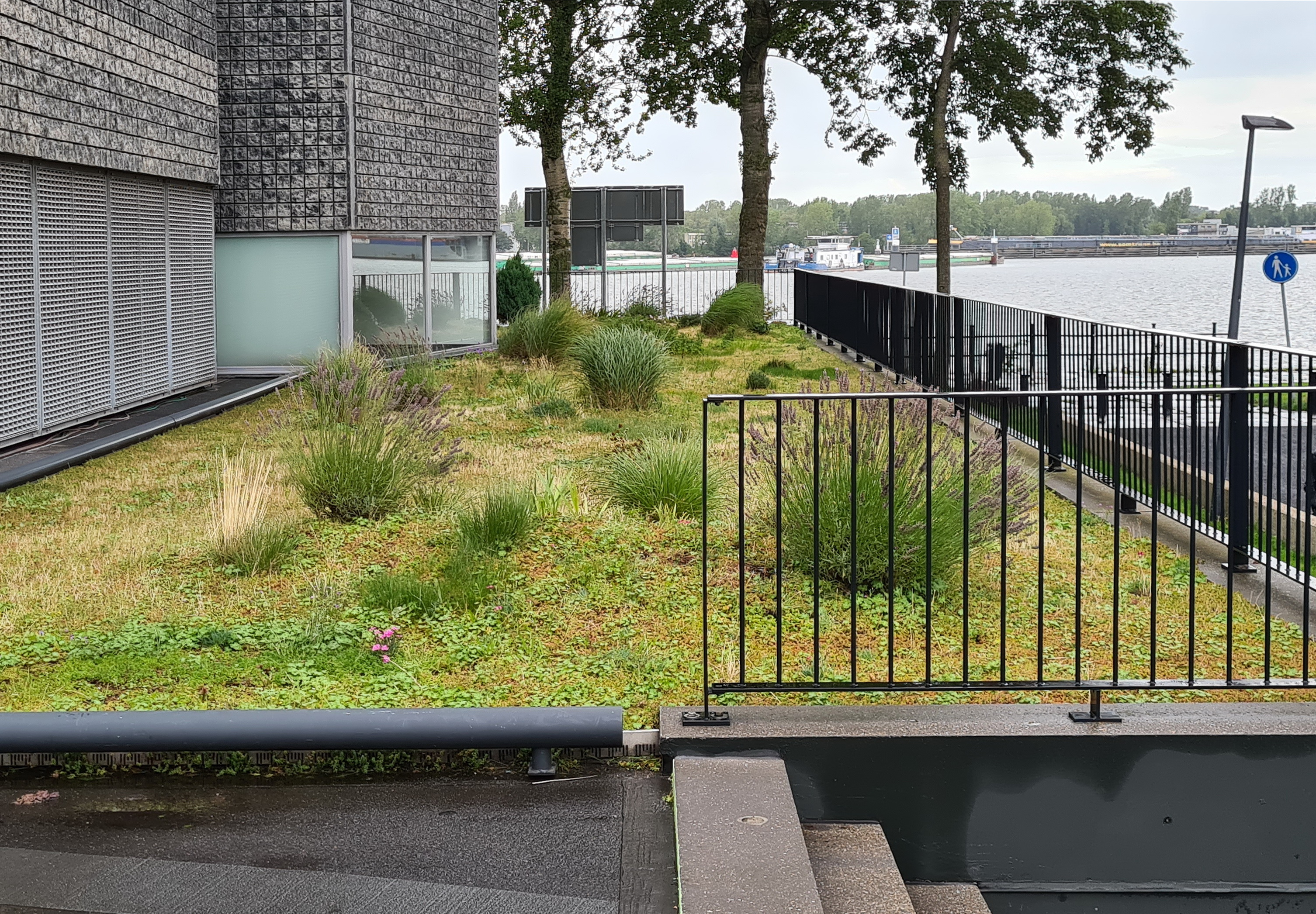
Tuinaanleg